# Century Pacific Food
Century Pacific Food Inc. ist ein philippinisches Lebensmittelunternehmen mit Hauptsitz in Pasig City. Das Unternehmen wurde 1978 von Ricardo S. Po Sr. als Century Canning Corporation gegründet. Im Jahr 2013 wurde der Name in Century Pacific Food geändert.

## Marken
- 555 (Thunfischkonserven, Sardinen, Makrelen und Carne Norte)
- Angel (Dosenmilch und Kaffeesahne)
- Argentina (Wurstwaren)
- Birch Tree (Milchpulver)
- Blue Bay (Thunfischkonserven, Sardinen und Makrelen)
- Century Quality
- Century Tuna (Thunfischkonserven)
- Fresca
- Home Pride
- Hunt’s (Tomatensauce, Spaghettisauce und Schweinefleisch & Bohnen) – unter Lizenz von Conagra Brands.
- Kaffe de Oro (löslicher Kaffee)
- Lucky 7
- Proteus
- Shanghai
- Swift (Wurstwaren)
- Wow

## Tochterunternehmen
- Columbus Seafoods Corporation
- Snow Mountain Dairy Corporation
- Century International (China) Company Limited
- Yoshinoya Century Pacific Inc.